# Distrikt Laraos (Yauyos)

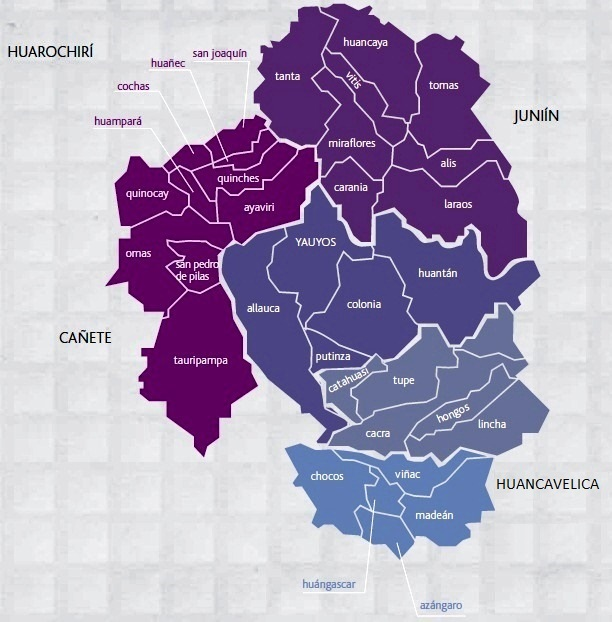
Karte der Provinz Yauyos

Der Distrikt Laraos liegt in der Provinz Yauyos in der Region Lima im zentralen Westen von Peru. Der am 4. August 1821 gegründete Distrikt hat eine Fläche von 403,76 km². Beim Zensus 2017 lebten 546 Einwohner im Distrikt. Im Jahr 1993 lag die Einwohnerzahl bei 1188, im Jahr 2007 bei 960. Die Distriktverwaltung befindet sich in der 3563 m hoch gelegenen Ortschaft Laraos mit 397 Einwohnern (Stand 2017). Daneben gibt es noch die Ortschaft Lanca im Osten des Distrikts.

## Geographische Lage
Der Distrikt Laraos befindet sich im zentralen Osten der Provinz Yauyos in der peruanischen Westkordillere und erstreckt sich über das Flusstal des Río Laraos, einen linken Nebenfluss des Río Cañete. Der  Ostteil des Distrikts, der jenseits der kontinentalen Wasserscheide liegt, wird zum Río Mantaro hin entwässert. Der Fluss Río Cañete fließt entlang der westlichen Distriktgrenze in Richtung Südsüdwest. Der Ort Laraos liegt knapp 20 km nordöstlich von Yauyos, wo sich die Provinzverwaltung befindet. Der westliche Teil des Distrikts liegt innerhalb des Schutzgebietes Reserva Paisajística Nor Yauyos Cochas. Der Hauptkamm der Westkordillere verläuft mittig durch den Distrikt. Dort erheben sich die Berge Nevado Tanranloc und Nevado Toroyoc, beide mit Höhen um 5400 m.
Der Distrikt Laraos grenzt im Westen an die Distrikte Carania und Miraflores, im Norden an den Distrikt Alis, im Osten an die Distrikte Yanacancha (Provinz Chupaca) und Chongos Alto (Provinz Huancayo) sowie im Süden an den Distrikt Huantán.